# Husa (přírodní památka)
Husa je pískovcový vrchol (449 m n. m.) na území obce Tuhaň v jižní části okresu Česká Lípa v Libereckém kraji. Vrcholová plošina, které dominuje stejnojmenný skalní útvar, připomínající husu, je chráněna jako přírodní památka. Lokalita je součástí Chráněné krajinné oblasti Kokořínsko-Máchův kraj a evropsky významné lokality Roverské skály. Chráněné území je ve správě AOPK ČR – regionálního pracoviště Správa Chráněné krajinné oblasti Kokořínsko – Máchův kraj.

## Popis
Přírodní památka Husa se nachází na území Ralské pahorkatiny jižně od obcí Holany a Blíževedly, v zalesněném území Roverských skal, v sousedství dalších chráněných maloplošných území – Vlhoště, Martinských stěn, Kosteleckých borů a Stříbrného vrchu.
Vrchol kopce Husa je v nadmořské výšce 449 m a ochrana se týká rozlohy 3,9 ha ve výši 415 až 448,8 m n. m., tedy celého kopce. Husa se nalézá na katastrálním území Domašice (část obce Tuhaň), na historické Husí cestě, vyznačené turisty žlutě a červeně. Z kopce je dobrý rozhled. Skalnatý útvar Husy na vrcholu kopce svým tvarem připomíná ptáka husu a podle něj skalní hřbet i památka dostaly své označení. V jiné verzi o původu jména se uvádí, že se zde tajně scházeli přívrženci Husova učení.
Mezi stromy převažují borovice, roste zde hojně brusnice borůvka a vřes obecný.

## Geomorfologické začlenění
Skalnatá lokalita je v Ralské pahorkatině, podrobněji Dokeská pahorkatina, Polomené hory – Vlhošťská vrchovina – Kostelecká část.

## Předmět ochrany
Chráněná lokalita byla vyhlášena přírodní památkou v roce 1991, předmětem ochrany jsou pískovcové plošiny s výrazně vyvinutými geologicko-geomorfologickými jevy. Přírodní památka je součástí evropsky významné lokality Roverské skály.

## Přístup
Oblastí prochází několik vyznačených turistických tras, pod kopcem vede cyklotrasa 0058. Nejbližší vlaková zastávka je ve 4 km vzdálených Blíževedlech na železniční trati z České Lípy do Lovosic. Nejbližším sídlem je ves Hvězda, která se nachází zhruba 2 km severně od Husy.